# Mark Loram
Mark Loram, född 1971 på Malta, är en brittisk speedwayförare. Världsmästare i speedway 2000.
Mark Loram har många säsonger i elitspeedwayen med världsmästartiteln år 2000 som höjdpunkt. Han blev världsmästare utan att ha vunnit något grand prix, det året. Han vann på sin jämnhet genom att vara den förste som tagit sig till semifinal i årets samtliga Grand Prix. Mark har en egen körstil med ytterrökare som specialitet och är en riktig fighter.
I hemlandet England körde han för Ipswich Witches och i Polen för Unia Leszno. Loram har tidigare kört i Sverige för bland andra Bysarna, Smederna, Luxo Stars och Piraterna.
Hade en tuff inledning på 2005 års säsong då en handskada höll honom borta från speedway i flera månader, men visade i slutet på säsongen vilken kapacitet han har. Loram körde för Piraterna Motala även 2007, men råkade ut för en krasch i början av säsongen 2007 och kunde sedan inte komma tillbaka, Mark Loram bröt då lårbenet så pass att han var tvungen att lägga speedwayen på hyllan.